# Bruchophagus glycyrrhizae
Bruchophagus glycyrrhizae är en stekelart som först beskrevs av Nikol'skaya 1952.  Bruchophagus glycyrrhizae ingår i släktet Bruchophagus och familjen kragglanssteklar. Inga underarter finns listade.